# Hochzeitsstein

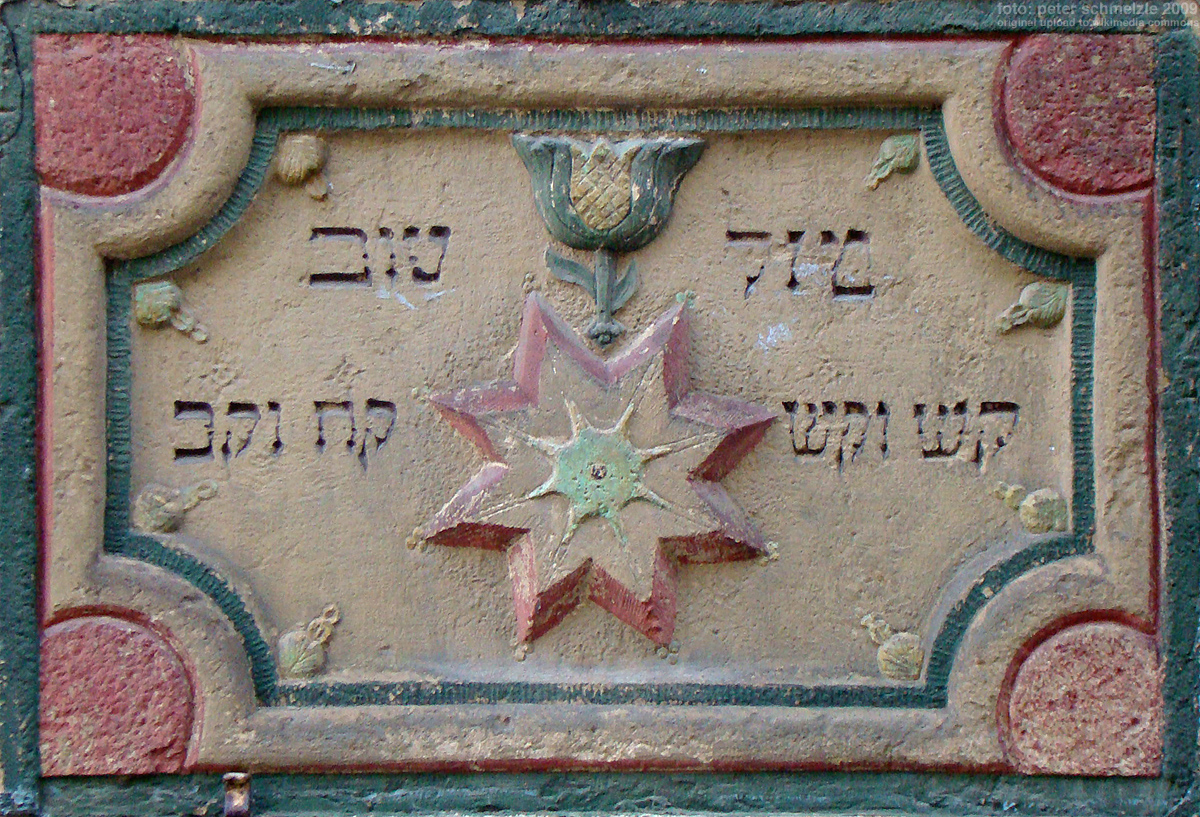
Hochzeitsstein der Alten Synagoge in Eppingen mit abgekürztem Zitat aus Jeremia 7,34

Der Hochzeitsstein (auch Traustein oder Chuppastein) ist ein an Synagogen befindlicher Stein zum rituellen Zerschmettern von Gläsern bei jüdischen Hochzeiten.

## Brauchtum
Das rituelle Zerbrechen eines Glases bei jüdischen Hochzeiten ist ein heute noch allgemein gelebter Brauch zur Erinnerung an den zu Jerusalem verwüsteten Tempel. Die Hochzeitsgesellschaft ruft „Masel tov“, was übertragen „viel Glück“, wörtlich jedoch „guter Stern“ bedeutet. Hochzeitssteine zeigen daher üblicherweise einen Stern (Magen David), häufig im Zentrum die Buchstaben MT für Masel Tov (מט für מזל טוב). Weitere übliche (z. T. abgekürzte) Beschriftungen stammen aus Jeremia 7,34  () und 33,11  (): Stimme des Jubels und Stimme der Freude, Stimme des Bräutigams und Stimme der Braut (קול ששון וקול שמחה קול חתן וקול כלה).

## Historische Hochzeitssteine

### 17. Jahrhundert
Hochzeitssteine haben sich an vielen Orten erhalten. In Höchberg im Landkreis Würzburg befindet sich ein Hochzeitsstein von 1660/1661.

### 18. Jahrhundert

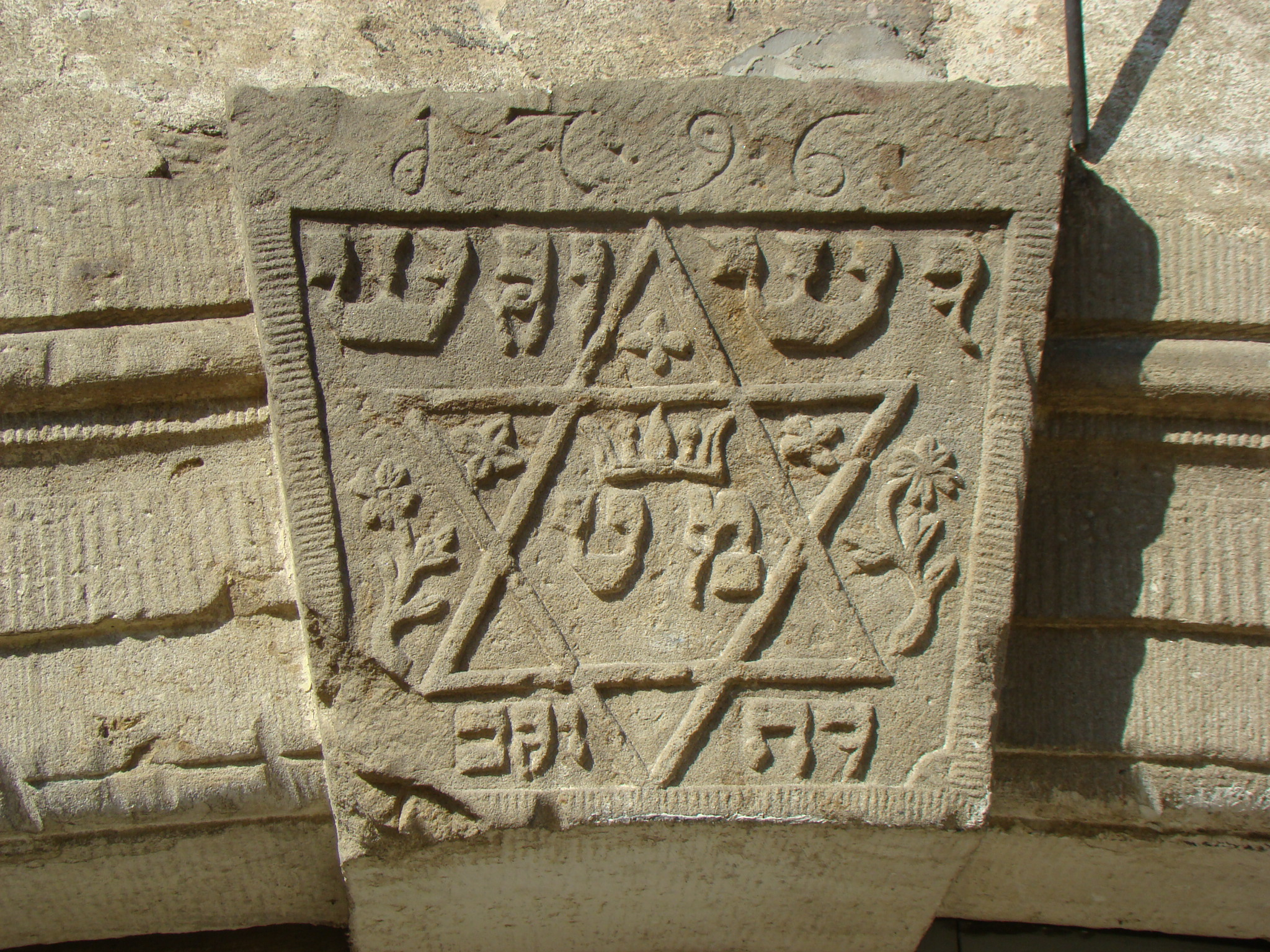
Hochzeitsstein der Synagoge in Heinsheim

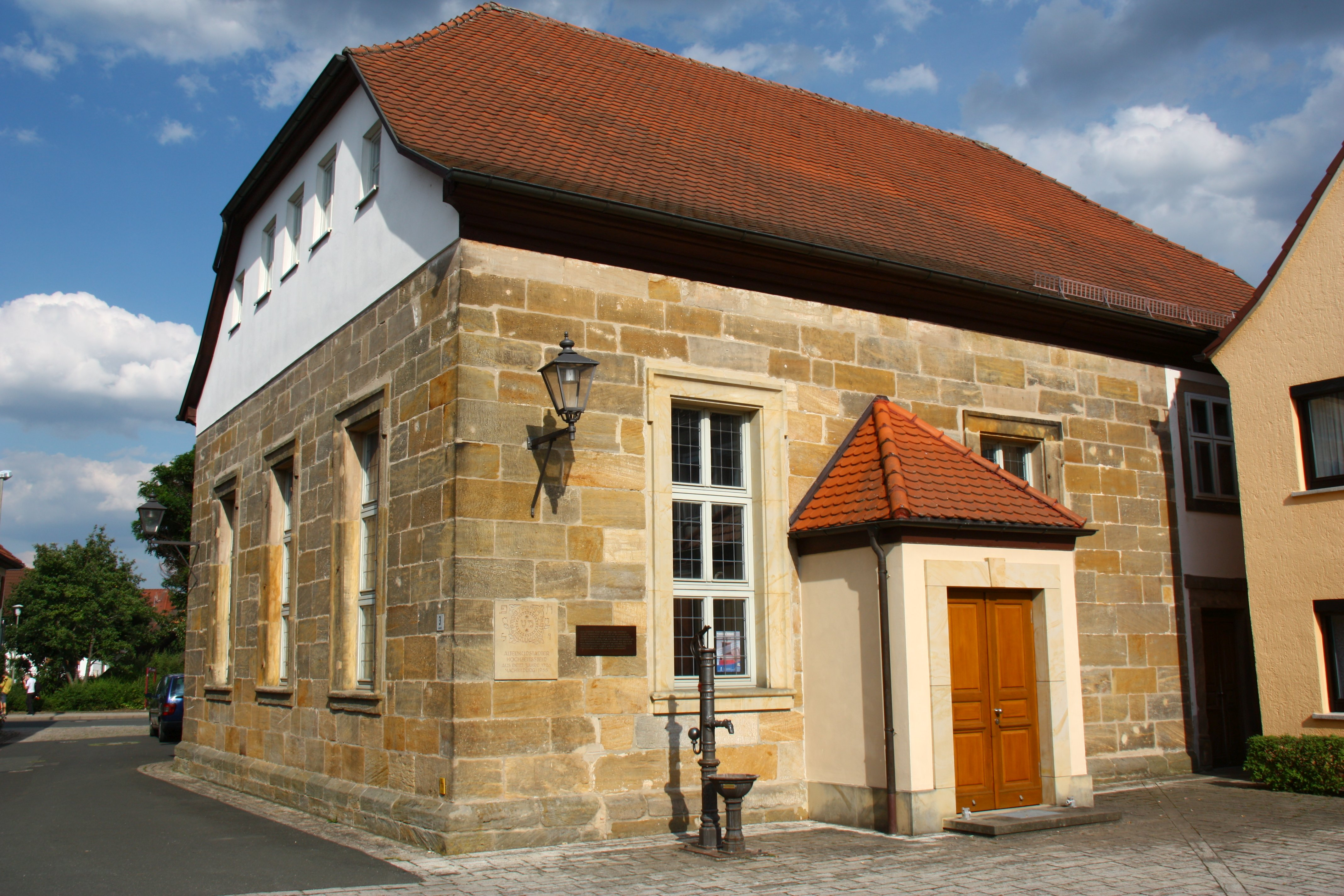
Hochzeitsstein der Synagoge in Altenkunstadt mit ausgeschriebenem Zitat aus Jeremia 7,34 und zwei Sternen (Nachbildung, 1988)

Ein Hochzeitsstein befindet sich auch über dem Portal der in der Pogromnacht 1938 verschonten, in der ersten Hälfte des 18. Jahrhunderts errichteten Weisenauer Synagoge in Mainz-Weisenau, die zugleich das älteste noch erhaltene Gebäude der Stadt ist. Ein weiterer an der Synagoge von Altenkunstadt im Landkreis Lichtenfels, Oberfranken trägt das Datum „1726“. Ein Traustein in Wilhermsdorf stammt von 1736. Ein an der ehemaligen Synagoge in Dittigheim im Main-Tauber-Kreis existierender Traustein stammt aus dem Jahr 1769.
Einer der größten und am besten erhaltenen Hochzeitssteine in Südwestdeutschland befindet sich an der 1772 errichteten Alten Synagoge in Eppingen. Der farbig gefasste Stein mit Achtstern und aufgesetzter Rosette an der Fassade des Gebäudes entging seiner Zerstörung, weil ihn der Gebäudebesitzer zur Zeit des Nationalsozialismus mit einem Fensterladen abgedeckt hatte. Der Hochzeitsstein der Synagoge Heinsheim (in einem Ortsteil von Bad Rappenau im Landkreis Heilbronn) datiert von 1796. In seiner Mitte ist ein Davidsstern mit den üblichen hebräischen Buchstaben eingemeißelt.

### 19. Jahrhundert
Der Hochzeitsstein von Aufhausen ist mit 1824 datiert.

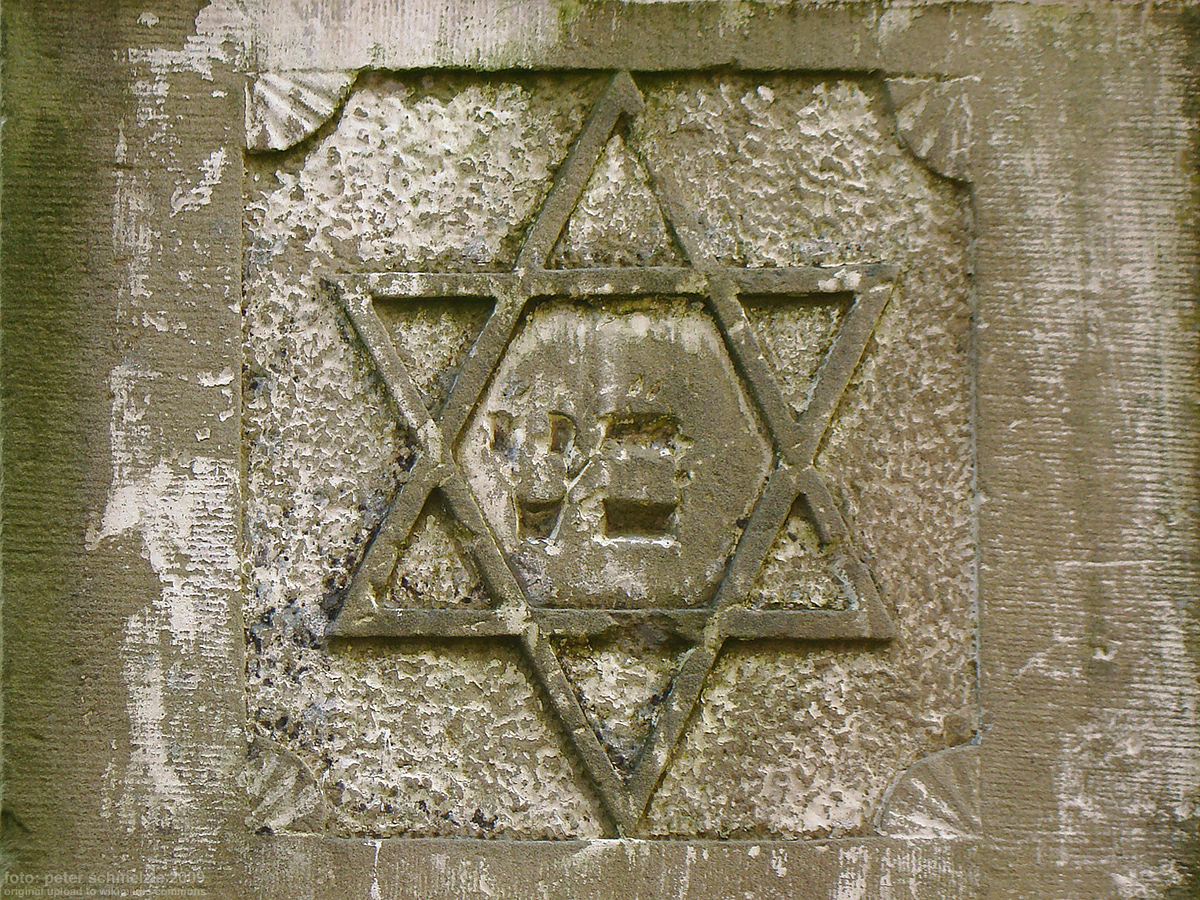
Hochzeitsstein der Synagoge Ehrstädt
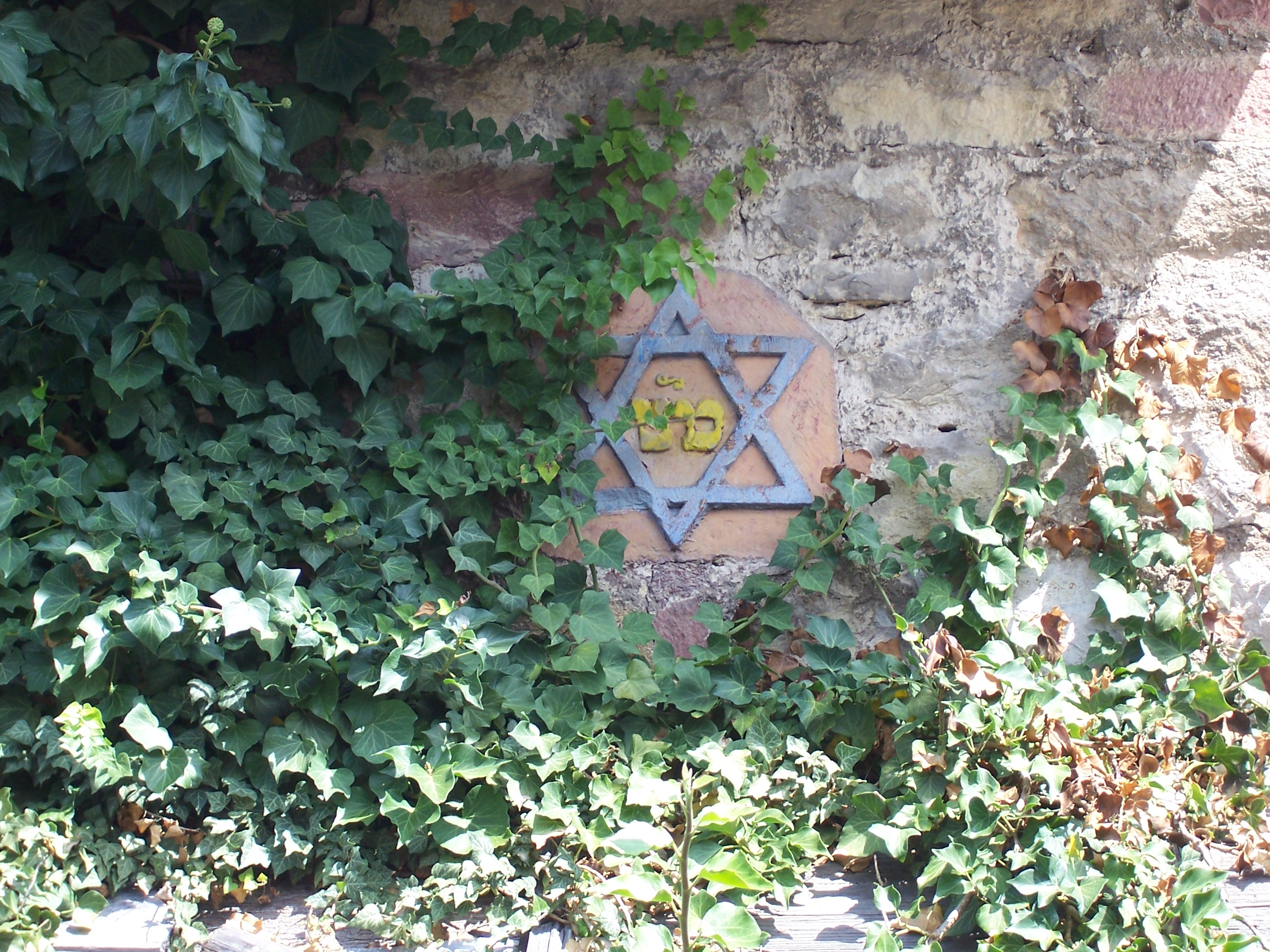
Traustein der ehemaligen Dittigheimer Synagoge